# Trige
Trige är en ort i Danmark.   Den ligger i Århus kommun och Region Mittjylland,  160 km väster om Köpenhamn. Trige ligger 76 meter över havet och antalet invånare är 2 858. Närmaste större samhälle är Århus, 11 km söder om Trige. 